# Georg-Viktor-Quelle
Koordinaten: 51° 6′ 42,4″ N, 9° 6′ 4,2″ O

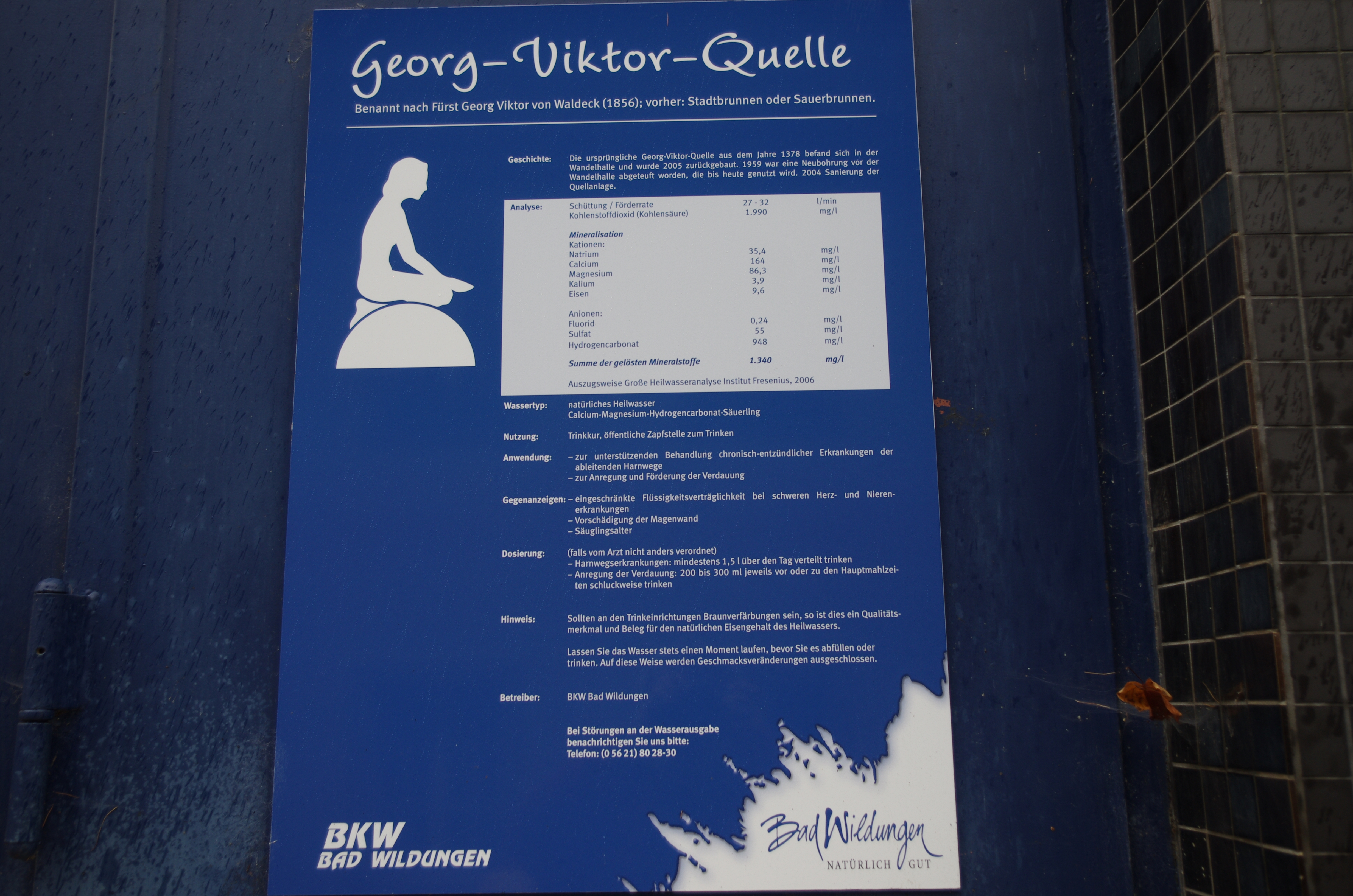
Informationstafel Georg-Viktor-Quelle Bad Wildungen

Die Georg-Viktor-Quelle in Bad Wildungen ist eine Heilwasserquelle im Kreis Waldeck-Frankenberg im Bundesland Hessen. Die einzige Möglichkeit des Zapfens besteht in der Wandelhalle im Kurpark Bad Wildungen.

## Geschichte
Die im Jahr 1856 nach Fürst Georg Viktor von Waldeck benannte Quelle wurde schon seit 1378 in Dokumentationen schriftlicher Natur benannt, weil bereits damals die heilsame Wirkung des Wassers des damaligen, auch „Sauerbrunnen“ genannten, Stadtbrunnens weitreichend bekannt war. Um die Quelle langfristig adäquat schützen zu können, wurde ein hölzernes „Quellenhaus“ gebaut, das später durch einen massiven Bau aus Stein ersetzt wurde.
Das Quellwasser wurde in die Wildunger Brauhäuser befördert, die jährlich zwischen 700 und 1200 Fudern Bier produzierten. Dort entstand das weithin beliebte braune „Wildunger Bier“, das in ganz Hessen verbreitet wurde. Wahrscheinlich wurde es sogar bis hoch nach Skandinavien befördert. Besondere Merkmale waren, dass es dabei ohne Verderben oder Änderungen des Geschmacks exportiert worden sei. Der gräflich-waldecksche Hofmediziner Matthias Ramelow vermutete um 1664, dass der besondere Mineralgehalt und die Zutaten maßgeblich die gute Qualität erzeugten. Zitat: „mit einem anmutigen herrlichen beständigen Geschmack, dass mancher die Finger danach geleckt“ (Ramelow, 1664). Es mag aber auch sein, dass das Bier mit Wildunger Mineralwasser gestreckt wurde und daher eine außergewöhnliche Frische hatte.

## Quellwassereigenschaften
Laut der an der Quelle befindlichen Informationstafel:
- Natrium 35,4 mg/l
- Calcium 164 mg/l
- Magnesium 86,3 mg/l
- Kalium 3,9 mg/l
- Eisen 9,6 mg/l

## Lage
Die Georg-Viktor-Quelle ist heute nur noch über die Wandelhalle Bad Wildungen zugänglich. Diese befindet sich inmitten des Kurparks, etwa 15 Minuten Fußweg von der Innenstadt entfernt. Der Weg dorthin führt quer durch den Kurpark. Vor der Wandelhalle befindet sich das Kurpark Cafe und hinter ihr gelangt man in den Stadtteil Reinhardshausen. Rundum besteht eine Verkehrsanbindung über Rad- und ausgeschilderte Wanderwege sowie Straßen.
Zapfstellen sind:
- Äußerer Zapfhahn neben der Wandelhalle
- Im Quellendom in der Wandelhalle